# Sylvie Legault
Pour les articles homonymes, voir Legault.
Sylvie Legault  née le  2 novembre 1960  est une comédienne, improvisatrice, chanteuse,  metteuse en scène et professeure de théâtre québécoise.

## Biographie
Sylvie Legault  étudie à l'École nationale de théâtre du Canada à Montréal où elle sort diplômée  en 1981. Elle est la sœur de l'acteur québécois Raymond Legault. 
Sylvie Legault interprète Quand on n'a que l'amour sur l'album Brel. Québec, produit dans le cadre des événements soulignant le 15e anniversaire du décès de Jacques Brel organisés par l'Association Québec-Communauté française de Belgique au cours de l'automne 1993. 
Elle joue durant 18 saisons au sein de la Ligue nationale d'improvisation (LNI) notamment avec Robert Gravel, le fondateur de la ligue. Elle est intronisée au temple de la renommée de cette ligue le 9 mai 2006. Elle est professeure d'improvisation théâtrale depuis 1982  et donne des cours à Québec, en France, en Suisse, en Belgique et au Canada. 
Jusqu'à décembre  2013, elle joue en Suisse durant 7 saisons dans la R'vue, spectacle satirique musical ayant lieu au Casino-théâtre  de Genève en interprétant plusieurs rôles dont celui de la femme politique genevoise et conseillère d'état Michèle Künzler et dans divers spectacles d'improvisation dans la troupe de théâtre Confiture avec le comédien et metteur en scène  Philippe Cohen. 
En 2014, elle se présente comme candidate pour le Parti québécois dans la circonscription de Mercier.

## Filmographie
- 1987 : Le Diable à quatre
- 1992 : Rispondetemi (dans Montréal vu par…)
- 1994 : Mouvements du désir : Femme de 40 ans
- 1994 : Louis 19, le roi des ondes : Infirmière
- 1996 : Omertà ("Omerta, la loi du silence") (série télévisée) : Michèle Vallieres (1996)
- 1997 : Sous le signe du lion (série télévisée) : Céline Martin
- 1997 : Omertà II - La loi du silence ("Omertà II - La loi du silence") (feuilleton TV) : Michèle Vallières
- 1999 : Histoires d'hiver : Corinne
- 2007 : Changer d'air : Jeanne Larose

## Improvisation
Joueuse de 1982 à 1999
- Joueuse durant 12 saisons à la coupe Charade
  - elle détient 4 coupes Charade (1982-1984-1989-1990)
  - Recrue de l'année en 1981
  - 2 fois Étoiles de la saison (1985-86 et 1994-95)
- En carrière à la LNI
  - 275 parties jouées
  - 74 punitions
  - 113 étoiles
  - détient le record du plus grand nombre d'impros jouées avec 1368 (seul Robert Gravel possède aussi plus de 1000 impros en carrière)
  - détient le record du plus grand nombre d'impros gagnées avec 742
  - sa moyenne en carrière est de 0.544
- De plus :
  - elle a participé à la tournée des Globe-Trotters (1984-85)
  - plusieurs tournées européennes (1982-1983-1990)
  - elle a remporté 2 Coupe du Monde en 4 participations (1985-1986-1988-1990) en plus de remporter le prix du public du Mundial de 1985

## Récompenses et Nominations
- Récompenses Prix du Public, LNI 1985, recrue LNI 1981
- Nominations Prix Gémeaux Interprétation dans la Série Sous le signe du Lion 1998